# Pelargonium echinatum

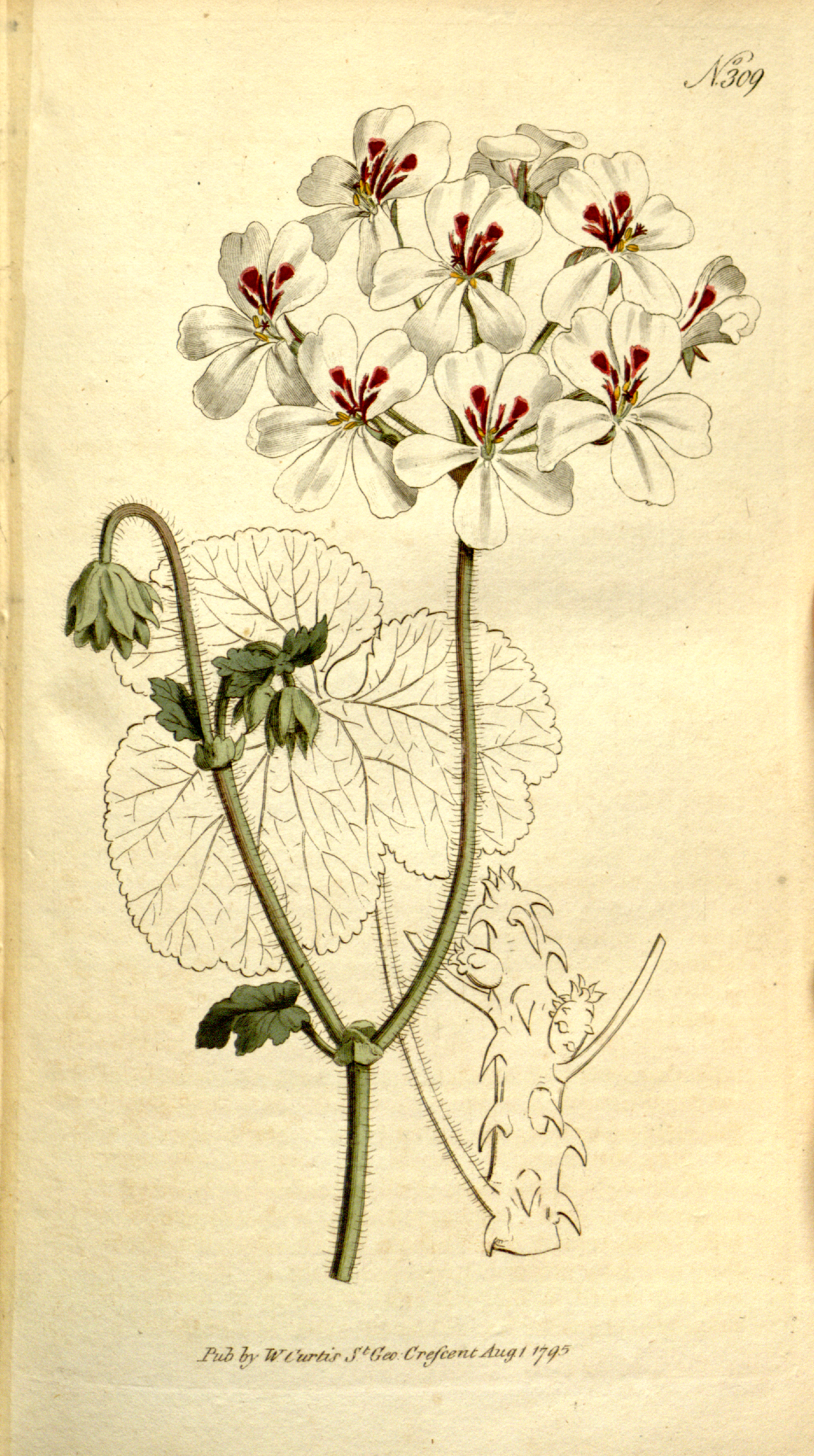
Illustration von Pelargonium echinatum aus der Erstbeschreibung von 1795

Pelargonium echinatum gehört zur Gattung Pelargonium innerhalb der  Familie der Storchschnabelgewächse (Geraniaceae).

## Beschreibung

### Vegetative Merkmale
Die Art wächst als aufrechter Kleinstrauch mit knolligen Wurzeln und erreicht Wuchshöhen von bis zu 60 Zentimeter. Die sukkulenten Triebe sind mit ausdauernden und dornenartigen Nebenblättern versehen. Die gräulich grünen, einfachen Blätter sind am Rand gekerbt oder winzig gekerbt, drei- bis fünf- oder siebenlappig und auf der Oberseite geringer filzig als auf der Unterseite. Die Spreite ist herzförmig-eiförmig ausgebildet.

### Generative Merkmale
Der unverzweigte Blütenstand trägt 3 bis 8 Einzelblüten. Die Kelchblätter sind zurückgebogen. Die fünf Kronblätter sind weiß oder rosa bis glänzend purpurn gefärbt. Die oberen zwei Kronblätter besitzen purpurne Flecken und Markierungen, die unteren drei Kronblätter können ab und an auch solche Markierungen aufweisen. Es sind sechs oder sieben fertile Staubblätter vorhanden. Der Pollen ist orange gefärbt.

### Chromosomenzahl
Die Chromosomenzahl beträgt 2n = 22.

## Vorkommen
Pelargonium echinatum kommt aus der südafrikanischen Provinz Nordkap.

## Taxonomie
Die Erstbeschreibung erfolgte 1795 durch William Curtis.
Die Art gehört zur Sektion Cortusina DC. Sie wird in der Roten Liste der gefährdeten Pflanzenarten Südafrikas als „Least Concern“ = „nicht gefährdet“ bewertet.

## Nachweise